# Eduardo Hernández
Julio Eduardo Hernández Fuentes (San Salvador, 31 de janeiro de 1958) é um ex-futebolista profissional salvadorenho, que atuava como goleiro.

## Carreira
Eduardo Hernández fez parte do elenco da histórica Seleção Salvadorenha de Futebol da Copa do Mundo de 1982, ele não atuou. 